# 聖龍伝説
『聖龍伝説 LEGEND of St. DRAGON』（せいりゅうでんせつ）は、日本テレビ系で放送されたテレビドラマ。
1996年10月19日から12月21日まで、毎週土曜日21時「土曜グランド劇場」で放送された。全10話。
学園とその周辺を舞台に、カンフーをモチーフとする脚本がカルト的な人気を得た。
全10話。テーマは「裏切り」。
日本テレビより、テレビドラマ版の内容を加筆修正したノベライズ版が出版されている。

## あらすじ
伝説の拳法『聖龍拳』の継承者・冴木聖羅は、父から伝説の秘宝『天使の涙』の鍵である水晶を託される。
聖羅が持つ水晶を狙い、聖龍拳と対をなす拳法『幻龍拳』の刺客が次々と襲いかかる。

## 登場人物・キャスト

### 主人公
冴木聖羅
演 - 安達祐実
技：聖龍 両脚斬/聖龍 風神掌/聖龍拳奥義 昇天斬
明和高校の1年生。
本作の主人公で、聖龍拳の真の継承者。聖華の娘であり、藍羅の双子の姉。
父と信じていた冴木勇次と共に、幻龍拳の刺客から逃げるために日本を転々としながら暮らしていた。
物語開始時は、横浜・中華街近くの隠れ家に勇次と共に住んでいる。
明和学園にはこの春に転校してきており、勇次の「他人との接触は避けろ」「俺以外の人間はすべて敵だと思え」という教えからクラスに溶け込もうとはしなかった。
幼少期に、母から谷底に突き落として捨てられたことがトラウマとなっており、母を憎んでいる。
物語冒頭では幻龍拳と戦うことを拒んでいたが、勇次が命を落とし、親身になってくれた美咲が戦いの巻き添えとなったことで、幻龍拳と戦うことを決意する。
幼い頃から勇次に聖龍拳の稽古をつけられており、勇次亡き後は聖大老子から戦いの心構えと幻龍拳の攻略法を学ぶ。
なお、本作の代名詞となった決め台詞は「さあ、懺悔の時間だよ」だが、これは決着後に自白を迫るときの決めゼリフである。
決着前は「お前だけは許さない、私の血が」から「○○（人名や技名）、見切った！」が戦闘時の決めゼリフ。
物語冒頭では孤独と孤立を当たり前の人生だと感じていたが、幻龍拳との戦いが進むにつれて、麗一・大作・美咲・佐織たちを「友達」と認めるようになる。
速水麗一
演 - 鳥羽潤
明和高校の2年生。
本作のもう1人の主人公であり、高い戦闘力を持つ少年。
母・小夜子との二人暮らし。
実家は横浜中華街の外れにある中華料理店「慶珠酒家」で、古株の料理人である張から「麗一ぼっちゃん」と息子のように可愛がられている。
水晶を1つ持っており、実は幻龍拳の継承者で、幻龍拳総統・王将鬼の息子であることが判明する。
幻龍拳を抜けた小夜子に守られていたため、幻龍拳の鍛錬は積んでいない。
聖羅を守り、幻龍拳の悪しき企みを破壊する為に、幻龍拳に立ち向かう。

### 明和学園の関係者
仙道大作
演 - ケイン・コスギ
明和高校の3年生。格闘同好会のキャプテンにして自警団の団長。
帰国子女で英語を喋る癖がある。感情が高まったり落ち込むと「俺の拳（コブシ）が○○○ぜ」と口走る。
当初は麗一を格闘同好会や自警団に入れる事に専念するが、聖羅と麗一に接する事で幻龍拳の非道を知り、幻龍拳に立ち向うようになる。
酒井美咲
演 - 遠藤久美子
麗一の幼馴染で、明和高校の生徒。
父が多額の借金を残したまま失踪し、一人で店を切り盛りしている。
麗一の頼みで、傷ついた聖羅を匿っていた。
しかし、借金取りに店の権利書を要求され、幻龍拳に聖羅の居場所と金の取り引きを持ちかけられる。
聖羅の居場所を幻龍拳に教えてしまったことで思い悩み、危機に陥った聖羅をかばって意識不明の重体になる。
聖羅と幻龍拳との戦いが激化する中も病院で眠り続けていたが、やがて意識を回復する。
神楽坂佐織
演 - 榎本加奈子
明和高校の1年生で、聖羅のクラスメイト。
学園のマドンナで、聖羅をいじめるグループの主犯。
裏表の激しい性格で、自分の美貌に絶対の自信を持っており、男を虜にして従えようとする。
同性では瑞穂と裕子をとりまきとして従えており、いつも行動を共にしている。
自分を敬わない聖羅を敵対視しており、ことあるごとに嫌がらせをする。
だが聖羅や麗一と関り合う内に幻龍拳の戦いに巻き込まれ、事の重大さを理解した後は、聖羅に隠れ家の別荘を提供した。
瑞穂
演 - 市川あすか
明和高校の1年生で、聖羅のクラスメイト。佐織グループの一人。
裕子
演 - 尾知恵美子
明和高校の1年生で、聖羅のクラスメイト。佐織グループの一人。
幻龍拳四天王・安珍に地中に引きずり込まれ殺害される。
無名の少女
演 - 菊池万理江
佐織グループの一人。裕子の死後、グループに加入する。
雑誌記事では川崎朋美、小説版では岩井孝子の名前となっている。
宮崎肇
演 - 吉田潤之祐
空手部のキャプテン。佐織に憧れており、佐織の命令なら何でも動く。
戦いの実力的には、麗一にまったく及ばなかった。
ケイ太郎&コウ太郎
演 - 星直人、小川俊樹
大作の格闘同好会と自警団の仲間。
小説版では田辺慶&真田光太郎となっている。
高柳先生
演 - 木村多江
水沢先生亡き後に登場した教師で、聖羅たちの2代目の担任。
1か月後に結婚式を迎える事になっていた。赤い靴を履いていたせいで幻龍四天王・静珍に殺害される。
小説版では未登場。
石本先生
演 - 山口春香
高柳先生亡き後に登場した教師で、聖羅たちの3代目の担任。ドラマでは最後に登場した。
小説版では未登場。

### 主要人物の家族
冴木勇次
演 - 千葉真一
元幻龍拳で聖羅の義父。
愛する聖華とその娘・聖羅を守る為に幻龍拳を裏切った。
幻龍拳を裏切ったことで幻龍拳から追われており、同時に聖華の行方を捜している。
父親代わりに男手一つで聖羅を育てあげたが、自分の体はすでに病魔が蝕んでいた。
右手の鉄爪で幾度となく幻龍拳の刺客を撃退してきたが、隠れ家を突き止めた幻龍拳・水沢に襲撃され敗北。
聖羅に、聖龍拳の存在とその継承者であることを伝え、水晶を託して息を引き取った。
華蓮
演 - ひがし由貴
冴木勇次の元恋人。
勇次が幻龍拳を裏切った事で幻龍拳から拷問をうけ、硫酸で顔を焼かれた。
顔を焼かれるきっかけとなった勇次、聖華、聖華の娘である聖羅を恨んでいる。
聖羅に復讐するため、マスクを装着して包帯を巻き、自身を聖華と偽って接近する。
しかし、勇次と聖華の思い出の木であるフウキランを無碍にしたことから聖羅に偽物だと看破され、幻龍四天王・翔影に処刑されそうになる。
罠にかけようとした敵にもかかわらず自身を助けに来た聖羅を嘲るが、「あんたも、私と同じ幻龍拳の犠牲者だから」という聖羅の言葉に胸を打たれる。
最期は翔影の攻撃から聖羅を庇い、母もまた幻龍拳の犠牲者であることと、冴木の分までしっかり生きることを聖羅に伝え、息を引き取った。
聖華
演 - 五十嵐淳子
聖羅と藍羅の母。
『天使の涙』への鍵を知る唯一の存在で、幻龍拳から狙われていた。
十数年前、幻龍拳に藍羅を殺され、聖羅を逃がすために聖羅を谷底へ突き落とす。
幻龍拳に捕まった後は拷問を受け、何者かの技で記憶喪失にされた。
5年前に曼聖の手引きで幻龍拳を脱出し、安願寺に曼聖の妻として匿われる。
ついに聖羅と邂逅し、幻龍拳の戦いに巻き込まれることで、徐々に記憶を取り戻してゆく。
最期は王の攻撃から聖羅をかばい、聖羅に取り戻した記憶のすべてを語ると、静かに息を引き取った。
羽村曼聖（ばんせい）
演 - 六平直政
技：経絡秘孔突き
安願寺の住職で、元聖龍拳の残党。
幻龍拳に捕らわれた聖華を５年前に救い出し、守護していた。
一撃必殺の経絡秘孔突きを使うが、全身をゴムのような筋肉で覆う幻龍三鬼神・雷神には通用しなかった。
雷神との戦いで瀕死の重傷を負い、最後の仕事として聖羅の潜在能力を引き上げて、息を引き取った。
速水小夜子
演 - 宮田早苗
元幻龍拳。
麗一の母で、中華料理店「慶珠酒家」のオーナー。
麗一は幻龍拳総統・王将鬼との子だが、麗一にはその事実を隠していた。
王の過去の秘密を材料に、自身と麗一から手を引くよう王に取り引きをもちかけるが、殺害される。
リー
演 - 京本政樹
幻龍拳。
十年前、小夜子に憧れており、「王のすべてを奪いたい」と小夜子に伝えていた。
麗一を案じる小夜子から協力を持ちかけられ、王の過去の秘密を知るが、王に殺害される。
仙道修作
演 - ショー・コスギ
大作の父。
三者面談のために学校に来たところで、大作が三鬼神・流法の傀儡拳に操られ、親子同士で戦う事になる。

### その他の関係者
三上武史
演 - 速水亮
聖羅の母（聖華）について知る人物。幻龍四天王・百舌に殺害される。
仙元堂のじっちゃん
演 - 村上冬樹
聖羅の母（聖華）について知る人物。幻龍四天王・翔影に殺害される。
明弘
演 - ダンカン
仙元堂のじっちゃんの息子。伝説の秘宝『天使の涙』を聖羅と共に調べるが、幻龍拳の襲撃に遭い、刺客に殺害される。

### 幻龍拳のメンバー

#### 総統
幻龍拳影の総統・藍羅
演 - 安達祐実（二役）
技：邪眼/突風/気孔波/秘孔突き
聖羅の双子の妹。王と老鬼だけが存在を知っている、幻龍拳・影の総統。聖龍拳の血筋。
記憶を取り戻した聖華ですら15年前に幻龍拳に殺されたと思っていたが、万が一の切り札として幻龍拳に幽閉されていた。
薄暗い地下牢での生活で、潜在能力が開花。王すら恐怖し、神のようにあがめるほどの実力を手に入れた。
感情の乏しい口調で、性格は残忍。世紀末に必ず善と悪の双子が生まれる聖龍拳の伝承を知っており、聖羅が善で自身が悪だと認識している。
幻龍拳に捕らえられた伝説の聖龍戦士である父（藍羅と聖羅の父、聖華の夫）を「ごちゃごちゃうるさいから」という理由で殺害している。
潜在能力の開花と共に内蔵器官が一気に老化し、不老不死の秘薬である『天使の涙』を求めていた。
ただ、王は藍羅の命令に従っていたわけではなく、藍羅曰く「欲望の種をまいただけ」。
病に蝕まれていた王に自発的に『天使の涙』を集めさせ、総取りを狙っていたと推測される。
消耗も見せずに気功波を放ち、腕を振るだけで突風を巻き起こし、見た者の身動きを封じる邪眼・老鬼曰く「相手を死のふちに追いやる目」を使う。
最期は、聖羅に老鬼から託された金剛杖の光で邪眼を解かれ、聖龍拳奥義・昇天斬を受けて敗北した。
幻龍拳総統・王（ワン）将鬼
演 - 長谷川初範
技：幻龍 魔空波
中国の暗殺結社・幻龍拳の総統。速水麗一の父。
長い黒髪を三つ編みポニーテールでまとめた、冷酷非道で残忍な男。
「力にかしずくこと、それは安らぎだ。その安らぎを与えること。それが私の愛だ」とうそぶく。
体が病魔におかされて余命短い為、天使の涙（不老不死）を手に入れようとしていた。
また、今までの女性との間にもうけた子供は自身の手で殺してしまったため、後継者として麗一を探していた。
圧倒的な実力者で、麗一に力の差を実感させ、（聖羅を守るための時間稼ぎをするために）幻龍に寝返らせるほどの恐怖心を与えた。
最終戦では幻龍魔空波で聖羅を追い詰めるも、聖龍風神掌と気孔破の連続攻撃で倒された。

#### 三鬼神
幻龍三鬼神・雷神
演 - 佐竹雅昭
技：幻龍 雷神拳
四天王・翔影の兄。聖羅が最初に戦う三鬼神。
筋骨隆々の巨漢で、ゴムのような特殊な筋肉を持ち、関節を自在に操ることもできる。
その体で、曼聖の経絡秘孔突きや聖羅の攻撃を無効化した。
怪力に加え、気功波である「幻龍 雷神拳」を使いこなす。
無敵の肉体を過信したことから雷神拳を乱用し、気を消耗したところで聖羅の「聖龍拳奥義 聖龍風神掌」で体内を破壊された敗北した。
敗北後は聖華の記憶封じに対する心当たりを喋ろうとしたが、口封じのために幻龍魔空波（幻龍拳総統・王将鬼）でとどめを刺され、絶命した。
張（チャン） / 幻龍三鬼神・流法
演 - 鶴田忍
技：幻龍 傀儡拳
中華料理店「慶珠酒家」の料理長。速水麗一の父親代わり。麗一のことを「麗一ぼっちゃん」と呼ぶ。
実は王からの送られた刺客で、王の元妻である小夜子と息子である麗一を15年間密かに監視していた。
首筋の秘孔突いた者を鈴の音色によって操る「幻龍 傀儡拳」を使いこなす。
正体を隠したまま傀儡拳で次々と学園内外の人を操って聖羅にけしかけ、聖羅の持っていた水晶を奪うことに成功する。
正体を見破られた後は麗一と戦う事になるが、張が本気で仕掛ける事はなく、わざと麗一に討たれた。
幻龍の任務として水晶は奪還したが、戦いとは無縁の温かな日々を与えてくれた小夜子と麗一に危害を加える気はなかったためである。
麗一に感謝の言葉と王と戦う心構えを伝えると、その腕の中で静かに息を引き取った。
聖大老師 / 幻龍三鬼神・老鬼
演 - 片岡鶴太郎
技：老鬼 飛龍拳/まばゆい光/秘孔突き
勇次亡き後の、聖羅の師匠。
編み笠をかぶり金剛杖を持った修行僧の姿で、聖羅に幻龍拳刺客攻略のヒントを与える。
その正体は、「幻龍拳最強にして最後の砦」の異名を持つ幻龍拳三鬼神・老鬼であり、幻龍拳に滅ぼされた和道拳の生き残り。
娘であるレナ（小説版はレイナ）を藍羅に人質にとられ、幻龍拳というよりも藍羅に従っていた。
藍羅と王以外では、聖大老師が幻龍拳三鬼神であることを知る者はいなかったようである。
藍羅の命で、聖羅を守護しつつ聖羅の持つ水晶と聖華を狙っていた。
聖幻の技と歴史に詳しく、厳しくも温かく聖羅を見守り、数々の戦いを勝利へと導く。
戦闘では、王に物怖じする様子もなく、藍羅直属の配下として動いていたことから、王に匹敵する実力者であることがうかがえる。
気を駆使した金剛杖による攻防を得意とし、杖から放つ光と気弾である老鬼・飛龍拳を用いる。
三鬼神にもかかわらず「幻龍 飛龍拳」でなく「老鬼 飛龍拳」であることから、幻龍を名乗りつつも技の体系は和道拳であることが推測される。
正体を明かした後、聖羅との戦いで水晶と引き換えに片腕を失う。
最終戦では聖羅に杖での攻撃を見切られるも、聖龍風神掌と老鬼飛龍拳の撃ち合いでは互いに吹き飛ばされ、先に立ち上がる。
しかし用済みとなったことで、藍羅に背後からとどめを刺される。
死の間際、藍羅にレナが殺害済みであったことを告げられると、聖羅に娘の仇をとってくれと金剛杖を託し、静かに息を引き取った。
レナ
演 - 子役
　老鬼の娘。すでに藍羅に殺害されていた。

#### 四天王
幻龍四天王・百舌
演 - 又野誠治
技：幻龍 六手拳/飛翔斬
学園の用務員として忍び込んでいた。冴木聖羅が最初に戦った幻龍拳の幹部。
得物はかぎ爪。聖羅に敗れたことで聖龍拳の秘密を喋ろうとした水沢に、とどめを刺す。
高速移動を得意としており、残像から三つ子であると聖羅が誤解するほど。
修行後の聖羅に気の流れを読まれ、高速移動を見切られるが、次は「幻龍 六手拳」で腕を6本に増やし猛攻に転じる。
しかし再び聖羅に気の流れを読まれ、気の流れが上半身に偏っており下半身が弱点だと看破されたことから、「聖龍 両斬脚」を受けて敗北。
敗北後、かぎ爪を飛ばす「飛翔斬」で聖羅に不意打ちをしかけるが、それも見切られており自滅。
自らの爪に体を貫かれ、絶命した。
幻龍四天王・静珍
演 - 上杉祥三
技：幻龍 蟷螂拳/幻龍拳奥義 裏蟷螂拳
「幻龍拳最強の使い手」の異名持ち。聖羅に立ちはだかる二人目の四天王。
黒いマントを着た吸血鬼のような外見の男で、丁寧な口調だが喋る内容は極めて残忍。
赤い靴の女性を手当たりしだいに手にかける殺人鬼であり、手を鎌のように使う「幻龍 蟷螂拳」（テレビドラマ版ではカマキリ拳、小説版ではとうろう拳の読み）を使う。
鎌手による素早い攻撃と正確なカウンター、さらに組技まで使う攻防共に隙の無い強敵。
しかし、修行後の聖羅に「鎌は引くときしか切れない」（攻撃の手数は実際は半分である）ことを見切られ、さらにフェイントに対する過剰反応でペースを乱され、蟷螂拳を攻略される。
だが、蟷螂拳を破られた後はマントと腕の裏に隠した暗器による「幻龍拳奥義 裏蟷螂拳」を発揮し、再び聖羅を圧倒する。
聖羅へのとどめを息子のふりをさせていた安珍に命じるも、聖羅抹殺よりも水晶の在処を探ることを重視した安珍に裏切られ、炎にまかれ絶命した。
裏蟷螂拳は、聖羅が劇中で唯一見切れなかった技である。
幻龍四天王・安珍
演 - 荻野嘉一郎 / 声：佐藤正治
技：幻龍 地雷拳
静珍編から登場していた、少年の姿をした幻龍拳の四天王。四天王三人目として立ちはだかる。
静珍・ヤンと偽りの親子を演じ、静珍から虐待を受ける幻龍拳の少年として聖羅に接近する。
だが、その正体は「静珍は俺より、ずっと年下だ」と言い切る、幻龍拳最年長の四天王。
8歳の時に体の成長が止まり、少年の姿を武器にして標的の警戒心を解き、暗殺を繰り返してきたという。少年を演じている時は少年相応の声だが、本性では非常に野太い声に変わる。
「水晶の在処を探る」ために状況判断で聖羅を助け静珍を殺すなど、目的のためには一切の手段を選ばない。
静珍と幻龍拳に殺人マシーンとして育てられ、聖羅抹殺の命を受けたという作り話を告白することで聖羅の信頼を得ることに成功した。
さらに幻龍拳に殺されたという自らの死を演出し、盗聴器入りのお守りを聖羅に形見として託すほどの策謀家。
実際、聖羅に墓を建てられていることから土葬されたはずだが、後述の地雷拳で生き延びていたと推測される。
策略だけでなく正面からの戦闘力も高く、回転しながら地中に潜り、地中を移動しながら敵を追い詰め、地中から正拳を持って飛び出す「幻龍 地雷拳」で聖羅を圧倒した。
佐織の取り巻きである裕子も、地中に引きずり込むことで窒息死させている。
噴水を見た聖羅に「噴水は頂点でエネルギーがゼロになる」ことを閃かれ、地雷拳に跳躍を合わされ、頂点で気功派を受けて敗れる。
決着後も自らが操られていたと嘘をついて命乞いをし、爆弾で聖羅を巻き込んで自爆しようと試みる。しかし聖羅には気づかれており、一人で爆死した。
幻龍四天王・翔影
演 - シンシア・ラスター
技：幻龍 自縛拳
三鬼神・雷神の妹。最後の四天王として聖羅に立ちはだかる。
美女にして冷酷で残忍な性格。布、棍、棘の鞭と多彩な武器を使いこなし、動きを封じた後に投げナイフでとどめを刺す「幻龍 自縛拳」を使う。
聖大老師に色仕掛けを用いて接近するも失敗。
華蓮に聖羅の母親のふりをさせ、水晶の在処を聞き出そうとした。
華蓮が失敗した後は華蓮を処刑しようとし、救出に現れた聖羅と対決する。
聖羅に自縛拳をかけるも、聖羅は自ら片腕の関節を外して脱出。最期は顔面の筋肉と神経を切断されて無残な死を遂げた。

#### その他の刺客
水沢先生
演 - 川平慈英
明和学園の代行教師。四天王・百舌の腹心。
代行として赴任してきた聖羅たちの担任。聖羅が戦う最初の敵。
その正体は幻龍拳の刺客で、水沢先生に成り代わって聖羅に近づいた。
理解のある教師として聖羅の信頼を得ることに成功し、勇次と聖羅の隠れ家を聞き出す。
勇次を殺害するも、勇次を殺された怒りによって潜在能力を引き出した聖羅の気孔波に敗北する。
敗北後、口封じとして幻龍四天王・百舌に始末された。
本物の水沢先生は赴任前にすでに殺害されており、刺客の本名は不明。
ヤン
演 - 斎藤陽子
四天王・静珍の腹心。
冴木聖羅を追い込む為に、四天王・静珍と四天王・安珍と偽の家族を演じる。最期は聖大老師に倒される。
開元（麻生）：沢向要士
四天王・安珍の腹心。神楽坂佐織を利用するため麻生として近づく。
自警団である大作からは「きなくさい野郎」としてマークされていた。
佐織を人質として聖羅を脅迫するも、乱入した麗一と大作と戦闘になる。
二人を相手に優勢に戦いを進めるが、最期は聖大老師の加勢で倒される。
栄進
演 - マイケル富岡
三鬼神・流法の腹心。
亡霊騒ぎの生贄として三鬼神・流法に殺害された。
慈音
演 - 三條美紀
霊媒師の女性。三鬼神・流法の腹心。
学園に亡霊騒ぎを起こし、聖羅に亡霊の幻影を見せて動揺を与えようとする。
鳥居に潰されて死亡を装った上で、スキンヘッドの仮面をかぶり三鬼神・流法を名乗って聖羅に襲いかかる。
得物は両手のトンファー。
最期は聖羅の聖龍風神掌を受けて敗北した。
死後、首筋のあざから流法本人ではなく、流法に操られていただけだと判明する。
亡霊（三鬼神・流法）
演 - 赤星昇一郎
亡霊として語られた時の三鬼神・流法。ドラマ中の架空人物として登場した。
幽元
演 - 織田無道
三鬼神・流法の腹心。錫杖使い。聖龍風神掌に倒された。
法元
演 - 須藤雅宏
総統・王の腹心。最期は聖大老師に倒される。
敬文
演 - 羽賀健二
総統・王の腹心。最期は聖大老師の老鬼飛龍拳に倒される。
元章
演 - 菅田俊
最後に登場した刺客。総統・王の親衛隊。聖羅によって倒された。

## 必殺技・奥義

### 聖龍拳
気孔波（無名の技）：冴木聖羅
聖羅の能力のひとつ。幻龍拳・水沢との戦いで覚醒した技。
怒りの感情が高ぶった時に右腕に「龍の模様」が現れ、気孔波を放つ事が可能となる。
その間は特に気の消耗に制限がなく連続して連発できるようであり、両手から同時に気孔破を放つ事も可能。
激情を必要とするため平時は使用できない弱点を抱えていたが、聖大老師との修行により使用頻度の増加を果たした。
水沢、安珍、王などに決着の一撃となった。
聖龍 両脚斬：冴木聖羅
聖龍拳奥儀のひとつ。聖羅が最初に習得した技。
しゃがみ込んだ体勢で左足を軸に高速で回転しながらの回し蹴りを繰り出す。
相手の膝の両側部を叩いて、砕く効果がある。
百舌の「幻龍 六手拳」の弱点である下半身を攻撃するのに使用し、決着の一撃となった。
聖龍 風神掌：冴木聖羅
聖龍拳奥儀のひとつ。雷神戦で習得した技で、聖羅の必殺技としてたびたび使用された。
全身の気を拳に集中し、気合とともに放つ一撃必殺の大技。
気を大量に消費するため、一撃で仕留め損ねると自らが絶体絶命の危機に陥る弱点を持つ。
初出は、無敵の肉体を持つ雷神を体内から破壊するために使用され、決着の一撃となった。
聖龍拳奥義 昇天斬：冴木聖羅
聖龍拳の奥義。最終決戦で使用された。
全身の気を高めて特大の気弾を放つ。放たれた気弾は龍の形となり、凄まじい爆発を起こす。
王すら恐怖させた影の総統・藍羅を一撃で倒す威力を持っており、長き聖幻の戦いに終止符を打った。
経絡秘孔突き（無名の技）：羽村曼聖
聖龍拳の技のひとつ。相手の秘孔を突く事で、様々な効果を発生させる。
気絶させる、潜在能力を引き出す、など。
ゴムのような筋肉を持つ雷神には効果が無く、返り討ちにされてしまった。
経絡秘孔突き（無名の技）：影の総統・藍羅、伝説の聖龍戦士
聖龍拳の技のひとつ。相手の秘孔を突く事で、記憶を封じたり蘇らせたりする。
王によると、伝説の聖龍戦士（聖羅の父、聖華の夫）が使用できたらしい。
しかし実際は、伝説の聖龍戦士を葬った藍羅が使用し、聖華の記憶を封じていた。
気孔破（無名の技）：影の総統・藍羅
藍羅の能力のひとつ。
突き出した両腕に気を集中し強烈な気弾を放つ。
特に気の消耗に制限がなく連続して連発できるようである。
邪眼：影の総統・藍羅
藍羅の能力のひとつ。
視線があった相手の身動きを封じ、同時に気を吸い取る。
藍羅の目を見ないか、目をくらませるか以外に回避は不可能。

### 幻龍拳
幻龍 六手拳：四天王・百舌
幻龍拳奥義のひとつ。
高速移動の気の流れを読まれた百舌が解禁した技。
腕を超高速で動かし、腕が6本に増えたように見えるほどの猛攻を繰り出す。
高速で繰り出される鉤爪の攻撃は驚異的な攻撃力を誇るが、上半身に気を集中しているため下半身が無防備になる弱点を持つ。
その弱点を見抜かれ、聖龍拳奥義・聖龍 両脚斬によって破られる。
飛翔斬：四天王・百舌
腕の鉤爪に仕込んだ金属製の爪刃を飛ばして攻撃する。
飛ばした爪の軌道が操れるようで、射出後に背後から聖羅を強襲した。
しかし聖羅には見切られており、避けられた結果自らを貫くこととなった。
ドラマでは飛翔斬に関して無名の技として放送されたが、後に週刊雑誌の聖龍伝説による特集覧で技名が公開された。
幻龍 蟷螂拳：四天王・静珍
幻龍拳奥義のひとつ。
鎌の様な形にした手刀を高速で繰り出し、相手を切り刻む。
防御時はテコの原理を利用し、相手の技の威力を利用する返し技として使用する。
鎌状であるため攻撃時の手数の少なさを見抜かれ、呼吸を読んだ上でのフェイントで防御時の過剰反応を誘われ、破られた。
幻龍拳奥義・裏蟷螂拳：四天王・静珍
蟷螂拳を破られた静珍が解禁した技。
両腕の裏に仕込んでいた金属製の鎌を取り出し、自分の腕とあわせて攻撃する。
攻撃の手数が倍化することで蟷螂拳の弱点を補い、強力になっている。
劇中で、聖羅が見切ることのできなかった技である。
幻龍 地雷拳：四天王・安珍
幻龍拳奥義のひとつ。
全身をコマのように回転させて地面にもぐり、地中を移動し、地中から正拳を持って飛び出すことで相手を攻撃する。
裕子殺害時のように、地中に引きずり込み窒息死させることもある。
地中にいる限り相手から攻撃されることがなく、タイミング自在の真下からの攻撃であり、強力。
攻防において難攻不落に見えたが、飛び上がった頂点では位置エネルギーが0になる弱点を聖羅に見抜かれ、破られた。
幻龍 自縛拳：四天王・翔影
幻龍拳奥義のひとつ。
茨のようなトゲの生えた鞭で標的を縛り上げ、投げナイフで遠距離から攻撃する。
一度鞭にかかると、もがけばもがくほどトゲが食い込むため独力では脱出できない。
聖羅は自ら肩関節を外し脱出、自縛拳を破ることに成功した。
幻龍 雷神拳：三鬼神・雷神
幻龍拳奥義のひとつ。
凄まじい突きを繰り出すと同時に拳から気孔波を放つ。
その威力は、鉄骨も軽々と粉砕する。
聖龍 風神掌と同じく、気を大量に使用する弱点を持つ。
幻龍 傀儡拳：三鬼神・流法
幻龍拳奥義のひとつ。三千年もの間、一子相伝で受け継がれてきた伝説の暗殺拳。
秘孔を突いて動きを封じる「人あやつりの術」を磨いたもの。
首筋の三箇所の秘孔を突く事で、その人物を特殊な鈴の音で思いのまま操ることができる。
一度に大量の人間を同時に操ることも可能。
同じ部分（裏秘孔）を突けば解除される弱点があるが、わずかにでも突く場所がずれると死に至らしめてしまう。
また、鈴を奪われてしまうこと、本体を倒されてしまうことも弱点だが、正体を隠すことで自身は安全に戦い続けられる。
聖羅に術者の正体を見抜かれ、鈴を払い落とされて使用不可能となり、破られた。

### 流派不明
老鬼 飛龍拳：三鬼神・老鬼
金剛杖から気弾を発して攻撃する。
技名に幻龍と入っておらず、老鬼の元々の流派である和道拳である可能性が高い。
最終戦では聖羅の聖龍風神掌と正面から撃ち合い、互いに吹き飛ぶ結果となった。
杖から閃光を放つ目くらましも多用されるが、最終戦での説明によると老鬼の技ではなく杖に備わった効力らしい。
経絡秘孔突き（無名の技）：三鬼神・老鬼
首筋の秘孔を突き、相手の動きを一時的に封じる。
金縛り状態は時間経過で解除される。
老鬼が聖羅に使い、聖羅は傀儡拳だと錯覚した。

## スタッフ
- 演出 - 細野英延、猪股隆一
- 脚本 - 大石哲也、羽原大介
- 音楽 - 蓜島邦明
- ファイティングコーディネイト - 佐々木修平
- CG編集 - 日本エフェクトセンター
- 劇中題字 - 片岡鶴太郎
- チーフプロデューサー - 小杉善信
- プロデューサー - 佐藤敦、井上健

## 受賞歴
- 第11回ザテレビジョンドラマアカデミー賞
  - 撮影賞

## 主題歌
- 「OUT OF FIELDS」 THE POSTMEN

## 放送日程
| 第1話                                                      | 10月19日 | 宿命の世紀末カンフー少女聖羅 修羅の戦い! ザンゲの時間だよ!!  | 20.7% |
| 第2話                                                      | 10月26日 | 悪魔に友を売った少女! 裏切りを許さぬ必殺拳!!美しき戦士の誕生 | 14.7% |
| 第3話                                                      | 11月02日 | 赤い靴美女連続殺人! 恐怖カマキリ父子拳の非情な罠             | 17.5% |
| 第4話                                                      | 11月09日 | 偽りの墓標呪い少年が操る(秘)地雷拳の謎! 女子高生怪死         | 16.9% |
| 第5話                                                      | 11月16日 | 母の処刑! 恐怖のミイラ女の復讐!! 酔拳鞭拳棒術が唸る          | 15.4% |
| 第6話                                                      | 11月23日 | 母と対面! 嵐を呼ぶ記憶封印!! 最強の敵三鬼神                  | 16.7% |
| 第7話                                                      | 11月30日 | 亡霊に憑かれた学園! 悪魔が来りて笛を吹く                     | 14.5% |
| 第8話                                                      | 12月07日 | 最愛の人の裏切り! 脱獄した母を襲う殺人魔術拳の罠             | 16.0% |
| 第9話                                                      | 12月14日 | 母の決闘! 甦る記憶の秘密!! 世紀末最後の死                    | 17.1% |
| 最終話                                                     | 12月21日 | 裏切りのフィナーレ! 死者は甦る? 双頭の殺人鬼が姿を現す!!     | 17.7% |
| 平均視聴率 16.7%（視聴率は関東地区・ビデオリサーチ社調べ） |          |                                                              |       |

## 備考
- リアルタイムでの放送期間中にビデオソフトの第1巻を発売するという、異例の商品展開が行われた。現在では製造されておらず、DVD化も『家なき子』などと同様に行われていない。
- プレイステーション用に「聖龍伝説〜外伝〜」のタイトルでゲーム版（ジャンルは格闘）が制作され、バップより発売される予定であったが、発売中止となった。
- 主演の安達、鳥羽は放送から約13年後に東海テレビ制作昼の帯ドラマ『娼婦と淑女』で再び共演を果たしている。

| 日本テレビ系 土曜グランド劇場                              | 日本テレビ系 土曜グランド劇場          | 日本テレビ系 土曜グランド劇場                  |
| 前番組                                                     | 番組名                                 | 次番組                                         |
| ---------------------------------------------------------- | -------------------------------------- | ---------------------------------------------- |
| 金田一少年の事件簿 第2シーズン （1996年7月13日 - 9月14日） | 聖龍伝説 （1996年10月19日 - 12月21日） | サイコメトラーEIJI （1997年1月11日 - 3月15日） |